# 海因茨·赫克
海因茨·赫克（德語：Heinz Heck，1894年1月22日—1982年3月5日，其姓氏也译为海克或黑克），生于柏林，德国动物学家，曾任慕尼黑海拉布伦动物园园长，知名于原牛、欧洲野马等已灭绝动物的回交育种工作。

## 生平
海因茨·赫克于1894年1月22日生于現今的德国柏林，是时任柏林動物園园长路德维希·赫克和他的妻子玛格丽特（Margarete，娘家姓Nauwerk）的第四个孩子，并在柏林动物园度过了自己的童年。海因茨在1928年接下了重建慕尼黑动物园的工作。在这里，他创建了第一个「地理动物园」（Geo-Zoo），其特点是将来自同一地理区域的动物饲养在一起，以符合自然的方式展示区域景观和动物，并在此期间与哥哥卢茨·赫克进行了原牛、欧洲野马的回交育种（breeding-back）工作，其培育的品种被称为赫克牛和赫克马。纳粹党上台后，海因茨因对纳粹的忠诚性而受到审查，他涉嫌加入德国共产党，且前妻为一名犹太人（在第一次世界大战期间短暂结婚），他还被举报曾经发表过「一个犹太人胜过十个纳粹分子」的言论，以及射杀了鲁道夫·赫斯送给他的一只狮子，他因以上问题在1933年作为政治犯被抓进了达豪集中营，于1937年获释，并继续担任了海拉布伦动物园园长。
第二次世界大战期间，海因茨的哥哥卢茨·赫克与赫尔曼·戈林等纳粹官员结交，并深度参与了纳粹德国对被侵略国动物的掠夺，将自己培育的赫克牛用于对东部占领区自然景观的「日耳曼化」改造，这些牛大多在苏联反攻时被消灭。海因茨没有参与以上活动，他培育的赫克牛被饲养在海拉布伦动物园，试图让游客借此了解灭绝的动物，在战争结束时，这些牛安然生活在动物园，大约有40只。海因茨于1964年卸任海拉布伦动物园园长，他在晚年完全失明，并于1982年去世。

## 科学研究
海因茨与哥哥卢茨在1920年代走遍了整个欧洲，通过头骨和洞穴壁画来研究原牛的形態，依照行為，以及角的形状、毛色等解剖特徵，对家牛进行选择，然后讓具有近祖性狀的表型杂交，以得到集各種與原牛相近的祖徵於一身的表型，藉此让已经灭绝的原牛再現。兄弟二人独立展开了他们的研究，海因茨在1932年春天成功繁殖了与原牛类似的品种，这些与祖先物种类似的特征在后代中非常稳定，哥哥卢茨也在数年后繁殖出了与原牛类似的品种。海因茨的品种除与原牛类似外，还意外获得了对口蹄疫和风湿热的免疫能力。
海因茨·赫克将复活灭绝的物种的育种方法总结为两种——新育种（new-breeding）和回交育种（breeding-back），回交育种指的是逆着真实的进化历史，通过人工选择与祖先相似的特征，将后代物种逆转为祖先物种，赫克牛的育种就属于这一类；而新育种则适用于另一种情况，指的是沿着真实的进化途徑，令已灭绝的后代物种重新从祖先物种中进化出来，海因茨举了斑驢作为例子，他认为斑驴是平原斑馬的后代，这一亚种在进化历史上逐渐失去条纹，南非当局早已开始进行这样的育种，海因茨本人亦曾以这种方式从条纹颜色较浅的平原斑马中选育出一只后肢没有条纹的马驹，不幸的是，这场实验受战争影响而失败了。

## 政治观点
文化地理學家克萊門斯·德里森（Clemens Driessen）和環境地理學家傑米·羅里默（Jamie Lorimer）在《希特勒的地理学》（Hitler’s Geographies）一书中评价海因茨对自然界和动物持一种世界性及和平主义的观点，例如，他在一篇关于歐洲野馬的论文中说，当野马出现在欧洲的土地上时，「那时还没有巴伐利亚」；他认为珍稀生物的灭绝是因为那些具有狩猎文化的遊牧民族面临的复杂政治形势，而不是由于这些民族是无法欣赏大自然的野性之美的「劣等民族」；他从未庆祝纳粹的侵略，也没有将自己的牛用于建构纳粹想象的日耳曼式「自然景观」；他说，他的培育是出于科学、教育及满足自己的好奇心的目的，并为了表达对于「人类疯狂地毁灭自己和所有其他生物」的反对；他使用「混血」和「私生子」等词汇来描述自己的牛，并表示自己「以一种会让纯种动物的培育者惊恐万分的方式将不同品种的牛杂交」，德里森和羅里默认为他以这种方式表达了对于纳粹的种族主义观念的反动。

## 家庭
- 父亲：路德维希·赫克（英语：Ludwig Heck）
- 母亲：玛格丽特·赫克
  - 两位姐姐
  - 哥哥：卢茨·赫克
    - 侄子：小卢茨·赫克